# كوميكو اوكادا
كوميكو اوكادا (باليابانية: 岡田久美子) هي منافسة ألعاب القوى يابانية، ولدت في 17 أكتوبر 1991.

## وصلات خارجية
- كوميكو اوكادا على موقع الاتحاد الدولي لألعاب القوى (الإنجليزية)
- كوميكو اوكادا على موقع الرابطة اليابانية لاتحادات ألعاب القوى (اليابانية)
- كوميكو اوكادا على موقع اللجنة الأولمبية الدولية (الإنجليزية)
- كوميكو اوكادا على موقع أوليمبيديا (الإنجليزية)